# Vera Manhães
Vera Lúcia Pitanga Manhães, conhecida como Vera Manhães (São Paulo, 22 de fevereiro de 1950) é uma atriz e bailarina brasileira, que iniciou sua carreira artística como dançarina, miss e modelo, época em que desfilava pela marca Pierre Cardin.
Foi casada por dez anos com o ator Antônio Pitanga, com quem teve dois filhos, os atores Camila Pitanga e Rocco Pitanga.

## Biografia
Trabalhou como atriz, modelo e dançarina. Em setembro de 1976, posou nua para a Revista do Homem (atual Playboy).
Era uma das favoritas de Glauber Rocha e forte candidata a representar Gabriela, na primeira versão da novela de Walter George, exibida entre 14 de abril e 24 de outubro de 1975. Tinha a aparência bem próxima da descrita por Jorge Amado. Na ocasião, Boni, ex-superintendente de produção e programação da emissora, chegou a afirmar que a atriz "não tinha nem físico para o papel e muito menos talento" para o papel da protagonista, que acabou ficando com Sônia Braga. Na época, disse: "acho a Sônia uma excelente atriz e na certa ela conseguirá levar o papel muito bem. O negócio é com a direção. Afinal, de todas as novelas de que participei, sempre fiz o papel da empregadinha. Não que eu tenha pretensões de ser uma grande estrela, não". Sobre o episódio, ainda comentou, em entrevista: "Quero apenas ter a oportunidade que outras atrizes tiveram. Mas deixa para lá, que esse assunto é cansativo. A verdade todo mundo enxerga, menos a direção da Globo."
Deu aulas de dança em casa, tendo por clientes famosos como a atriz Regina Duarte.
Foi casada com o ator Antônio Pitanga de 1976 até 1986, e teve com ele os filhos Camila Pitanga e Rocco Pitanga, ambos também atores. Após a separação o ex-marido ficou com a guarda dos filhos, então com 9 e 6 anos, respectivamente, pois segundo ela, devido à gravidade de sua depressão e ansiedade, o ator teria melhores condições de criá-los.
A atriz deixou então a televisão, por não mais ser convidada para trabalhos na TV Globo, onde atuou até o início dos anos 1980. Desde então frequenta psicoterapia e faz tratamento psiquiátrico, tomando antidepressivos e ansiolíticos. A artista mora na cidade de Maricá, no bairro de Itaipuaçu, no Rio de Janeiro, numa casa adquirida por sua filha Camila. Sobre a ausência materna Camila declarou: "Eu não fui criada afastada da minha mãe, ela não foi ausente, só que eu morava no Rio e ela nem sempre. Conseguimos restabelecer nossa intimidade. Não queremos resgatar o tempo perdido, e sim viver o agora, numa boa, sem pressa".

## Televisão
| Ano  | Título                      | Papel                      |
| ---- | --------------------------- | -------------------------- |
| 1985 | Roque Santeiro              | Neusa - esposa do promotor |
| 1982 | O Homem Proibido            | Nalva                      |
| 1979 | Marron Glacé                | Elizeth                    |
| 1975 | Ovelha Negra                | Lavínia                    |
| 1972 | Jerônimo, o Herói do Sertão | Olga                       |
| 1972 | O Bofe                      | Martina                    |
| 1971 | Bandeira 2                  | Gracinha                   |
| 1971 | O Cafona                    | Neusa                      |

## Filmografia
| Ano  | Título                              | Papel |
| ---- | ----------------------------------- | ----- |
| 1976 | A Nudez de Alexandra                | Vera  |
| 1972 | Quando o Carnaval Chegar            |       |
| 1971 | O Barão Otelo no Barato dos Bilhões | Neusa |
| 1970 | A Moreninha                         | Paula |